# Konstantinos Gkiouvetsis
Konstantinos Gkiouvetsis (19 de novembro de 1999) é um jogador de polo aquático grego, medalhista olímpico.

## Carreira
Gkiouvetsis fez parte da Seleção Grega de Polo Aquático Masculino nos Jogos Olímpicos de Verão de 2020 em Tóquio, equipe que conquistou a medalha de prata, após confronto contra a equipe sérvia na final da competição.